# Comuna Budzîn, Tlumaci
Budzîn (în ucraineană Будзин) este o comună în raionul Tlumaci, regiunea Ivano-Frankivsk, Ucraina, formată din satele Budzîn (reședința), Mostîșce, Odaiiv și Suhodil.

## Demografie
Componența lingvistică a comunei Budzîn
     Ucraineană (99,72%)
     Alte limbi (0,28%)
Conform recensământului din 2001, majoritatea populației comunei Budzîn era vorbitoare de ucraineană (99,72%), existând în minoritate și vorbitori de alte limbi.